# Leonard Bernstein
Leonard Bernstein, född 25 augusti 1918 i Lawrence i Massachusetts, död 14 oktober 1990 i New York, var en amerikansk tonsättare och dirigent.

## Biografi
Ett av Bernsteins mest kända verk är musiken till musikalen West Side Story. Han skrev också, bland mycket annat, filmmusiken till On The Waterfront (Storstadshamn), musikalen On the Town, operetten Candide, operan Trouble in Tahiti, sångcykeln I hate Music, en mässa och tre symfonier.
Bernstein var barn till två rysk-judiska invandrare, entreprenören Samuel Joseph Bernstein och Jennie Resnick Bernstein. Vid tio års ålder började han spela piano av en slump, efter att en släkting förvarade sitt piano i hans föräldrahem. Bernstein utbildades först vid The Boston Latin School i piano och klassiska ämnen, och därefter vid Harvarduniversitetet följt av The Curtis Institute of Music med examen i dirigering 1939. Bernstein fokuserade på dirigering efter att ha uppmanats till detta av Dimitri Mitropoulos 1937. Han var ofta på sommarkurserna vid Tanglewood tillsammans med dirigenten och grundaren Sergej Kusevitskij. Bernstein tog över dirigentskapet för New York Philharmonic 1957–1958 från Mitropoulos.
Bernstein räknas som en av de främsta dirigenterna av amerikansk härkomst, även om många av hans tolkningar blivit omstridda. Dock anses han allmänt som en betydande Mahlerdirigent. Han var den första USA-födde dirigent att leda en av landets framträdande symfoniorkestrar och han kom även att bli känd för att vara en "showman" vid sina dirigentframträdanden.
Han invaldes 1977 som ledamot av Kungliga Musikaliska Akademien i Stockholm.
Bernstein gifte sig 1951 med den chilenska skådespelerskan Felicia Montealegre Cohn (död 1978). De fick barnen Jamie (1952), Alexander (1955) och Nina (1962). Bernstein dog 14 oktober 1990 av lungproblem. Under månaderna före sin död hade han ofta tvingats ställa in föreställningar.

## Verk (urval)

### Symfonier
- 1942 – Jeremiah, symfoni nr 1
- 1949 – The Age of Anxiety, symfoni nr 2 (reviderad 1965)
- 1963 – Kaddish, symfoni nr 3 (reviderad 1977)

### Sceniska verk
- 1944 – On the Town, som film New York dansar 1949
- 1952 – Trouble in Tahiti
- 1954 – Storstadshamn (filmmusik)
- 1956 – Candide (nytt libretto 1973, slutlig version 1989)
- 1957 – West Side Story (reviderad 1984)
- 1971 – Mass
- 1976 – 1600 Pennsylvania Avenue
- 1983 – A Quiet Place (reviderad 1986)

## Utmärkelser
Asteroiden 4476 Bernstein är uppkallad efter honom.
- Léonie Sonnings musikpris,  1965
- Österrikes hederskors för vetenskap och konst,  1976
- Kennedy Center Honors,  1980
- Wiens hedersring,  1982
- Grammy Lifetime Achievement Award,  1985
- Kommendör av Hederslegionen,  1986
- Ernst von Siemens musikpris,  1987[12]
- Royal Philharmonic Society Gold Medal,  1987
- Brahmspreis,  7 september 1988[13]
- Praemium Imperiale,  1990[14]
- Stjärna på Hollywood Walk of Fame
- Fellow of the American Academy of Arts and Sciences
- Förbundsrepubliken Tysklands förtjänstorden - stora kommendörskorset
- Hedersdoktor vid Tel Aviv University
- Hedersdoktor vid Hebreiska universitetet i Jerusalem
- Stora gyllene hedersmedaljen av Österrikiska republikens förtjänstorden
- Grammy Award
- Storkorsriddare av Republiken Italiens förtjänstorden
- Sibeliusmedaljen
- Ditson Conductor's Award

[Redigera Wikidata]